# Brest dans la littérature
 (mai 2024).
Si vous disposez d'ouvrages ou d'articles de référence ou si vous connaissez des sites web de qualité traitant du thème abordé ici, merci de compléter l'article en donnant les références utiles à sa vérifiabilité et en les liant à la section « Notes et références ».
Cet article propose une liste non exhaustive d'écrivains qui ont écrit sur Brest.

## Quelques écrivains marquants

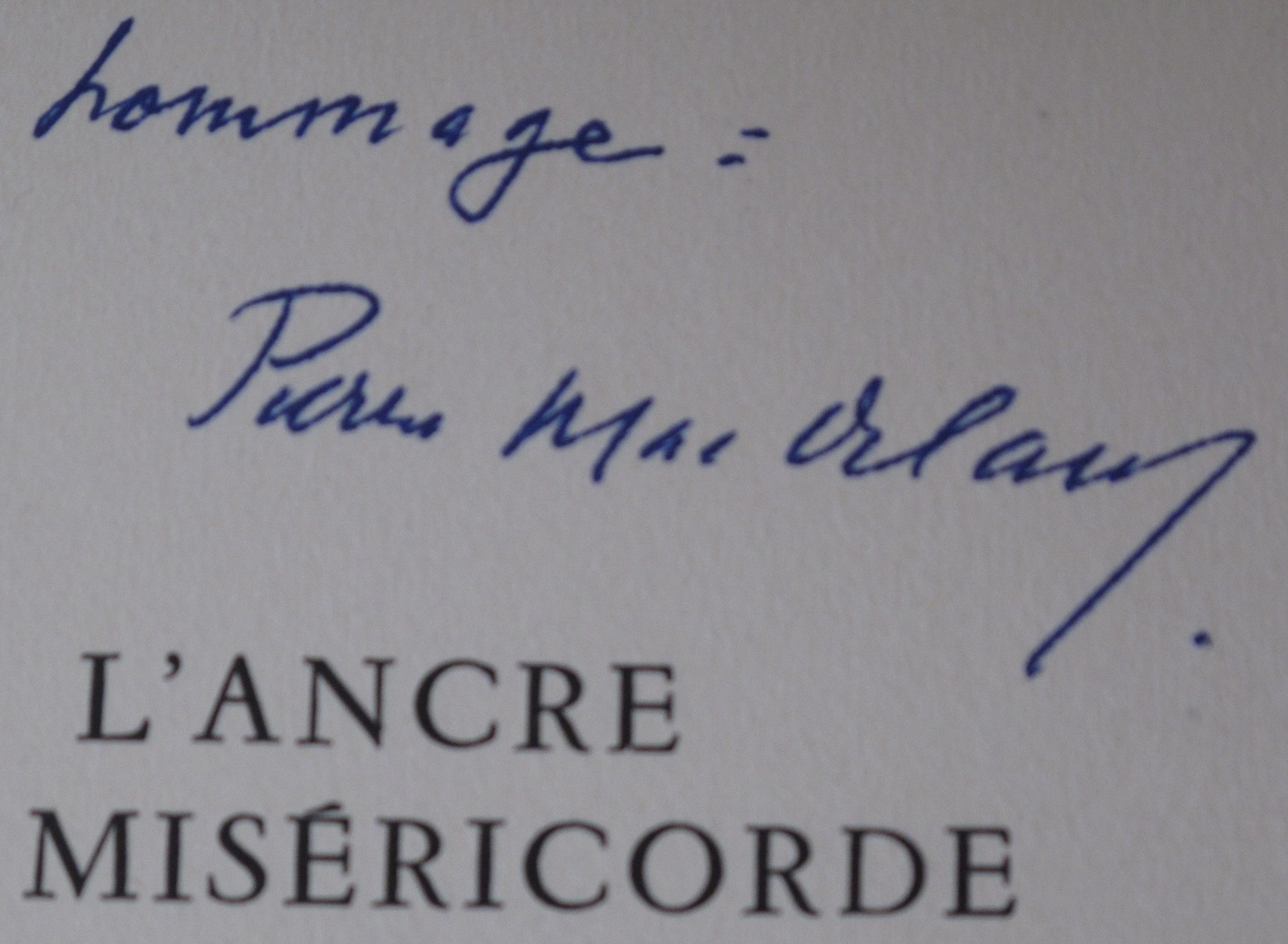

### Pierre Mac Orlan
Bien qu'il n'ait que peu séjourné à Brest, Pierre Mac Orlan a beaucoup écrit sur la cité du Ponant. Ses trois romans d'aventures maritimes (À bord de L'Étoile Matutine, Les Clients du Bon Chien jaune et L'Ancre de miséricorde) se passent à Brest. Ses écrits sur Brest ont été rassemblés dans un livre : Les Brest de Pierre Mac Orlan.
Il écrit : « Rue de Siam, comme il était admis, la pluie ne se montrait ni indiscrète, ni discourtoise. On pouvait l'aimer pour sa douceur presque féminine. Elle caressait le cou des belles filles et nappait de brumes délicates les horizons légendaires. »
Brest a rendu hommage à l'écrivain : une rue, une station de tramway et un théâtre portent son nom.

### Victor Segalen
Victor Segalen, médecin de la Marine, romancier et poète, est né à Brest. Il a voulu voir du pays pour s'éloigner de sa famille bourgeoise et casanière et de son appartement brestois. Il a davantage écrit sur ses voyages (Polynésie, Chine etc.) que sur sa ville natale. Une rue et la faculté de Lettres et Sciences sociales de Brest portent son nom.

### Jacques Prévert
Jacques Prévert aimait beaucoup Brest, et avait été très frappé des destructions consécutives à la Seconde Guerre mondiale, ce qui lui a inspiré le poème  Barbara en 1946. En 2022, son nom est donné à un amphithéâtre de l'Université de Bretagne Occidentale, à Brest.

### Jean Genet
Jean Genet a séjourné à Brest en tant que militaire et il a été incarcéré à la prison de Pontaniou pour tentative de vol d'alcool. S'inspirant de ces mésaventures, il a écrit Querelle de Brest. Un collage de Ernest Pignon-Ernest dans le port de Brest en 2006 a rendu hommage à l'écrivain.

### Jack Kerouac
En 1965, Jack Kerouac séjourne 2 jours à Brest à la recherche de ses ancêtres bretons. Ce périple aussi raté qu’arrosé est devenu un mythe brestois. Il relate ce séjour dans le roman Satori à Paris.

## Autres écrivains

### XIXesiècle
Émile Souvestre à vécu quelque temps à Brest. Il a écrit Brest à deux époques (Wikisource).

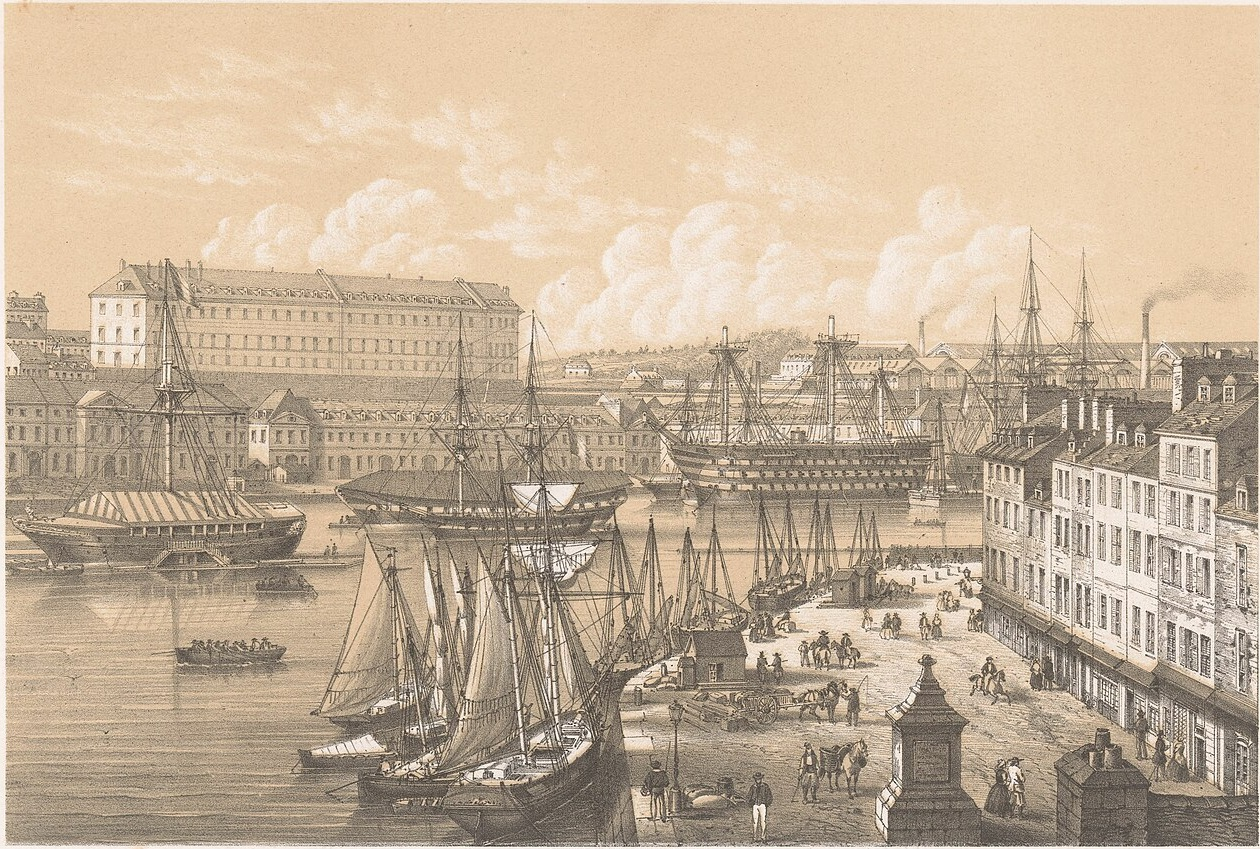
Port militaire sur la Penfeld, vu du quai de Tourville (entre 1845 et 1862).

Chateaubriand finit ses études d'officier de Marine à Brest. Il écrit dans Mémoires d'outre-tombe : « Souvent, assis sur quelque mât qui gisait le long du quai de Recouvrance, je regardais les mouvements de la foule : constructeurs, matelots, militaires, douaniers, forçats, passaient et repassaient devant moi. Des voyageurs débarquaient et s’embarquaient, des pilotes commandaient la manœuvre, des charpentiers équarrissaient des pièces de bois, des cordiers filaient des câbles, des mousses allumaient des feux sous des chaudières d’où sortaient une épaisse fumée et la saine odeur du goudron. »
Flaubert est venu à Brest en 1848 lors d'un tour de Bretagne à pied qu'il raconta dans Par les champs et par les grèves. Il n'y est pas tendre avec Brest : « Toutes ces piles de canons, de boulets, d'ancres, le prolongement indéfini de ces quais qui contiennent une mer assujettie qui semble aux galères, et ces grands ateliers droits où grincent les machines, le bruit continuel des chaînes des forçats qui passent en rang et travaillent en silence (...) bien vite vous encombre l'âme d'ennui et lasse la vue ».
Émile Souvestre a vécu à Brest dans les années 1830. Il écrit : « Le côté gauche du port était plus varié et moins sévère. Le bois des Capucins, dans le fond, formait un contraste riant avec le long toit bleu du bagne, qui occupait la partie opposée. »
Pierre Loti entre à l'École navale à Brest en 1867. Il n'a pas apprécié son séjour. Dans Mon frère Yves il écrit : « On ne voyait partout que de hautes et interminables constructions de granit, toutes pareilles, surplombant l’eau noire et s’étageant les unes par-dessus les autres avec des rangées symétriques de petites portes et de petites fenêtres. Au-dessus encore, les premières maisons de Brest et de Recouvrance montraient leurs toits mouillés, d’où sortaient de petites fumées blanches ; elles criaient leur misère humide et froide, et le vent s’engouffrait partout avec un grand bruit triste ».

### XXesiècle
Joseph Créac'h ou Creach (1870-1934) est né à Brest, où une rue porte son nom. Il n'a écrit qu'un seul roman : Maudez le léonard (1929) qui eut un certain succès. Ce roman se passe à Brest.
Anne Selle a évoqué ses souvenirs d'enfance à Brest dans Brume sur le grand pont.

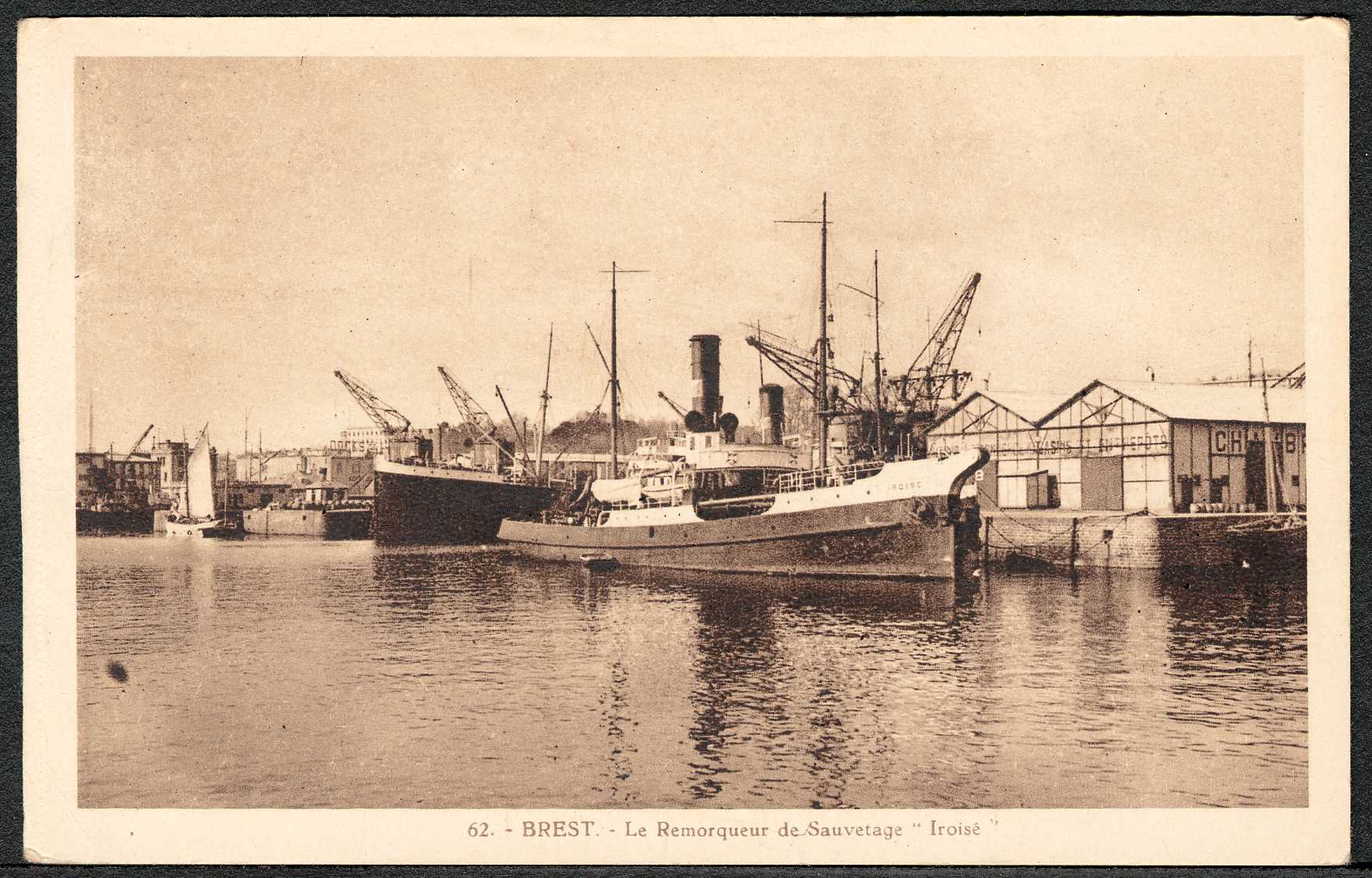
Le remorqueur Iroise au port de commerce de Brest (vers 1930).

Roger Vercel évoque dans Remorques l'histoire de l'Iroise, remorqueur de Brest, et de son capitaine Louis Malbert, qui a donné son nom à un quai du port de Brest.
Saint-Paul-Roux est mort à Brest. Il a collaboré au journal La dépêche de Brest. Un collège et une rue de Brest portent son nom. Il a écrit : « Ses gens subissent l'emprise de la mer à un tel degré que, dès l'heure des entrées et des sorties, ils copient automatiquement la mer et la continuent. Alors se produit le double phénomène de la marée brestoise. Du grand pont jusqu'au Petit-Paris, les rues de Siam et Jean-Jaurès se métamorphosent en une Penfeld humaine[...] Les cols bleus, bras dessus, bras dessous, tiennent lieu de vagues ; écolières et collégiens zigzaguent en bancs de sardines parmi la flottille des trams et des autos, les midinettes déferlent en sirènes, un peu partout des coiffes jouent à la mouette et l'on entend le ressac à galets des talons hauts et des sabots ».
Henri Queffelec est né à Brest, il écrit, dans Brest vigie du Léon : « [...] Une gravité particulière, où la douceur des revoirs ne se dégage point de la mélancolie des prochaines séparations. D'où cette joie contenue, un peu craintive, enclose dans l'azur des regards et des âmes et qui rend Brest si dissemblable, même en ses abandons, de la gaieté sans retenue des ports du Sud ».
Jean-François Coatmeur a enseigné à Brest. Une dizaine de ses 28 romans policiers, dont Les sirènes de minuit, grand prix de littérature policière 1976 et adapté à la télévision, ont pour décor Brest.

### XXIesiècle
Hervé Bellec a vécu à Brest et a beaucoup écrit sur les voyages, la Bretagne en général, mais aussi sur Brest, en particulier dans Brest, l'ancre noire.
Hervé Hamon (brestois d'adoption) a écrit Un amour de Brest avec des dessins et peintures de Anne Smith.

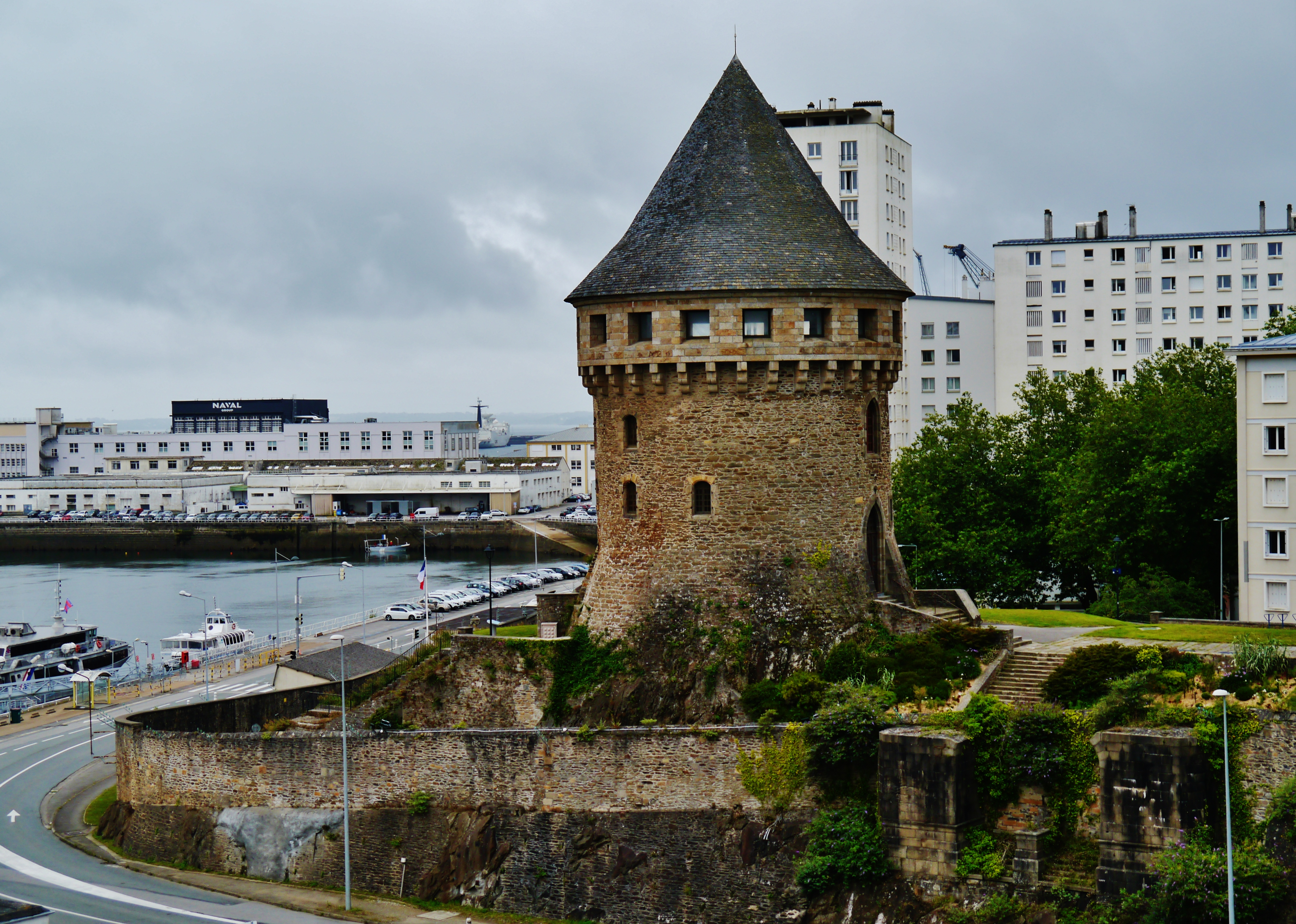
Brest, tour Tanguy.

Arnaud Le Gouëfflec, romancier et scénariste de BD, est né à Brest. Il a écrit des romans dont certains se passent à Brest, comme par exemple La nuit Mac Orlan ou Mon nom est Person. Il écrit : « De l'autre côté de la Penfeld, la tour Tanguy est posée là comme sur le coin d'un échiquier. Peut-être qu'elle ferait une bonne forteresse à surveiller la Penfeld, comme tous les forts ottomans qui jalonnaient les berges du détroit des Dardanelles. Il y a un côté Istanbul à Brest, parce que la ville est située au fond d'une petite mer de Marmara, étranglée par un goulet ».
Philippe Le Guillou a enseigné à Brest, une ville qui lui a beaucoup plu. Il publie en 2024 Brest, de brume et de feu.
Le premier roman policier de Gwenael Le Guellec, né à Brest, se déroule dans sa ville de naissance et ville de résidence de Yoran Rosko, héro de ce roman et des deux suivants.

## Bande dessinée
Quelques albums ayant Brest pour sujet :
- Un homme est mort par Étienne Davodeau et Kris, 2006, éd. Futuropolis. L'album relate la mort de l'ouvrier Édouard Mazé, lors des manifestations et des grèves à Brest en mars-avril 1950.
- Passer à l’Ouest de Julien Solé, 2023 , éd. Locus Solus. Cet album raconte le déménagement d'une famille de région parisienne à Guilers, dans la grande couronne de Brest, et analyse les particularités brestoises.
- La série L'Épervier de Patrice Pellerin. Cette série se passe en partie à Brest, en particulier le tome 3 Tempête sur Brest.
- Nuit sur Brest de Damien Cuvillier, Bertrand Galic, Kris. Histoire autour d'un sous-marin en rade de Brest pendant la Seconde Guerre mondiale.
- L'or de France de Denis Lefebvre et Jean-Pierre Pécau, 2 tomes. Histoire de l'évacuation de l'or de la Banque de France de Brest à l'arrivée de l'armée allemande en 1940.

### Filmographie
- Escale littéraire à Brest, film de Fabrice Caër et Jean-Etienne Frère